# گل امپیشن هاوکری
 گل امپیشن هاوکری(نام علمی: Impatiens hawkeri) نام یک گونه از راسته شمعدانی‌سانان است.